# Charles Calvert
Charles Calvert foi um diretor britânico da era do cinema mudo. Ele foi por vezes creditado como C.C. Calvert ou Captain Charles Calvert. Calvert teve uma reputação como um diretor de jornaleiro, que produziu filmes à moda antiga.

## Filmografia selecionada
- Disraeli (1916)
- The Edge of Youth (1920)
- Walls of Prejudice (1920)
- A Prince of Lovers (1922)
- Bonnie Prince Charlie (1923)
- Lights of London (1923)